# Odczyn gleby
Odczyn gleby – właściwość gleby wyrażona przez stosunek stężenia jonów wodorowych H+ do jonów wodorotlenkowych OH- w roztworze glebowym lub roztworze równoważnym z glebą. Odczyn wskazuje na kwasowość lub zasadowość gleby.
Odczyn gleby wyraża się poprzez stężenie jonów wodorowych wyrażone w molach H+ na dm3. W praktyce zazwyczaj stosuje się wygodniejszą skalę stężeń (dokładniej: aktywności) jonów wodorowych - skalę pH. 
Pomiar pH najczęściej dokonuje się w wodzie oraz w roztworze chlorku potasu. Różnica pomiędzy nimi zazwyczaj wynosi ok. 1 jednostki pH, lecz może być mniejsza lub większa w zależności od konkretnej gleby. W Polsce przyjęło się przedstawiać odczyn gleb według poniższego podziału:
| Odczyn gleby  | pHKCl   | pHH2O   |
| ------------- | ------- | ------- |
| Silnie kwaśny | < 4,5   | < 5,0   |
| Kwaśny        | 4,5-5,5 | 5,0-6,0 |
| Lekko kwaśny  | 5,6-6,5 | 6,1-6,7 |
| Obojętny      | 6,6-7,2 | 6,8-7,4 |
| Zasadowy      | > 7,2   | > 7,4   |

Pojęciem ściśle związanym z odczynem gleb jest kwasowość gleby, czyli zawartość jonów o charakterze kwasowym. W zależności od tego czy bada się jony występujące w roztworze glebowym, czy z różną siłą zabsorbowane w kompleksie sorpcyjnym, wyróżnia się kwasowość czynną, wymienną i rezydualną.
Mimo iż powszechnie przedstawia się odczyn jako stężenie jonów wodorowych [H+], to w rzeczywistości jon wodorowy prawie nie występuje w naturze. Współcześnie przyjmuje się, że istnieje on w wodzie jako jon hydroniowy H3O+ (lub nawet kation Zundela H5O+2), a jon H+ stosuje się w definicjach i równaniach jedynie dla uproszczenia zapisu. Pamiętając o powyższym, taką uproszczoną formę przedstawia się w niniejszym artykule. 

## Skala pH
W czystej wodzie niewielka ilość cząstek wody ulega dysocjacji, czyli rozpadowi na jony wodorowe (a dokładnie, jak przedstawiono powyżej - hydroniowe) i wodorotlenowe. Jest to reakcja ciągła i odwracalna, a ilość zdysocjowanych cząstek jest stała i wynosi H+ = OH- = 10-7. Zatem H+ • OH- = 10-14. Inaczej można to przedstawić: na 10 milionów litrów wody 18 gramów jest zdysocjowanych. W roztworach wodnych wszystkie elektrolity (kwasy, sole, zasady) ulegają w różnym stopniu dysocjacji: kwasy na H+ i ujemnie naładowaną resztę kwasową, zasady na dodatnie naładowany jon metalu i OH-. Od tego jak duża część cząstek ulega rozpadowi na jony zależy moc kwasu lub zasady. Jeżeli w roztworze wodnym ilość jonów H+ i OH- jest sobie równa mówimy o odczynie obojętnym. Gdy przeważają jony wodorowe - odczynie kwaśnym, zaś gdy jest więcej jonów wodorotlenowych - odczynie zasadowym.
Skalę pH wprowadził do użycia w 1909 r. duński chemik Søren Sørensen w celu uproszczenia i ułatwienia obliczeń. Zdefiniował on pH jako ujemny logarytm ze stężenia jonów wodorowych. Przyjął on, że mieści się ona w zakresie 0—14, roztwory obojętne mają pH = 7, roztwory kwaśne pH < 7, zaś roztwory zasadowe pH > 7.
```
pH=-log[H
+
]
```

W rzeczywistości współcześnie pH określa się poprzez pomiar pierwszej siły elektromotorycznej standardowego ogniwa galwanicznego zdefiniowane przez IUPAC. W pewnym wąskim zakresie rozcieńczonych roztworów o stężeniach mniejszych niż 0,1 mol/dm³, których pH mieści się w zakresie od 2 do 12 można jednak przyjąć, że mierzone metodami galwanometrycznymi pH pokrywa się z tradycyjną definicją opartą na aktywności (stężeniu) jonów wodorowych (hydroniowych).
Fakt, że skala pH jest skalą logarytmiczną często jest pomijany. Nieraz oblicza się średnią arytmetyczną z pH lub koreluje się parametry mierzone liniowo z pH, zapominając, że zmiana pH o jedną jednostkę oznacza zmianę stężenia jonów H+ o rząd wielkości. Interpretując wyniki odczynu warto pamiętać o kilku faktach: 
- mieszając równe ilości roztworów o pH 3,5 i 6,5 nie uzyskamy roztworu o pH 5, lecz 3,8;
- w różnych zakresach skali pH zmiana o taki sam odcinek oznacza różną zmianę kwasowości, np. wzrost pH z 3,0 do 3,2 oznacza spadek stężenia H+ o 3,7 • 10-4 mol/dm3, zaś wzrost pH z 7,0 do 7,2 oznacza spadek stężenia H+ o 3,7 • 10-8 mol/dm3;
- dodając 1 cm3 kwasu o pH 3,0 do 1 dm3 roztworu o pH 5,0 uzyskamy roztwór o pH 4,96, zaś gdy dodamy taką samą ilość kwasu do 1 dm3 roztworu o pH 8,0 uzyskamy roztwór o pH 6,0 (zmiana o 0,04 lub 2 jednostki pH)[3].

## Źródła odczynu gleb
Pierwotnym źródłem odczynu gleb jest rodzaj skały z której ona powstała. Jeżeli gleba powstała ze skał "kwaśnych" (np. skały magmowe, ubogie piaski), ubogich w jony zasadotwórcze (Ca2+, Mg2+, K+, Na+) to będzie miała ona odczyn kwaśny. Jeżeli gleba powstała ze skał "zasadowych", zasobnych w te składniki (np. skały węglanowe) jej odczyn będzie mniej kwaśny lub nawet zasadowy.
Przyczyny mające wpływ na obniżenie odczynu gleb (zwiększenie zakwaszenia) dzieli się na naturalne i antropogeniczne. Do naturalnych, wynikających z procesów przyrodniczych, zalicza się:
- "kwaśne" skały macierzyste, które w procesie wietrzenia uwalniają do gleby jony H+ i Al3+
- wilgotny klimat, w którym opady przeważają nad parowaniem, co prowadzi do przemywnego typu gospodarki wodnej w glebie, a przez to wymywaniem kationów zasadowych (Ca2+, Mg2+, K+, Na+) w głąb profilu glebowego, a zatem zwiększenia udziału H+ i Al3+ w kompleksie sorpcyjnym
- materia organiczna, która podczas rozkładu tworzy CO2 i H2O tworzące kwas węglowy, a także kwasy próchniczne
- wydzielanie przez korzenie roślin kwasów organicznych do gleby
- procesy utleniania przez mikroorganizmy (np. nitryfikacja, utlenianie siarczków)

Najważniejsze czynniki zakwaszające wywołane przez człowieka to:
- ubytek z gleby zasadowych składników na skutek odprowadzenia ich z wykorzystywanymi przez człowieka częściami roślin (drewno, siano, plony)
- mokry (tzw. kwaśny deszcz) lub suchy opad substancji o charakterze kwasowym (np. tlenków siarki i azotu) powstałych m.in. przez emisje przemysłowe lub pojazdy mechaniczne
- stosowanie fizjologicznie kwaśnych nawozów mineralnych[1]

Zabiegiem podwyższającym pH gleby jest dobór odpowiednich nawozów mineralnych lub wapnowanie gleby. Do wapnowania stosuje się węglan wapnia, tlenek wapnia lub węglan wapnia i magnezu. Kationy Ca2+ i Mg2+ wypierają z kompleksu sorpcyjnego H+ i Al3+ uwalniając je w postaci CO2 i Al(OH)3. Dodatkowo węglan wapnia dysocjuje w wodzie na Ca2+ + OH- + HCO3-.

## Znaczenie
Odczyn jest jedną z najważniejszych właściwości gleby, wpływa on na inne fizyczne, chemiczne i biologiczne jej właściwości. Na podstawie znajomości pH gleby możemy wnioskować o jonach dominujących w kompleksie sorpcyjnym (zasadotwórcze Ca2+, Mg2+, K+, Na+, albo kwasotwórcze H+ i Al3+). Kwaśny odczyn wiąże się również zazwyczaj z mniej stabilną strukturą gleby, co może się przekładać na pogorszenie stosunków wodno-powietrznych. Ogranicza on również aktywność biologiczną bakterii i promieniowców, co wyhamowuje wiele przemian materii organicznej i związków azotu (np. korzystną dla roślin reakcję nitryfikacji) i powoduje, że dominować zaczynają grzyby. 
Odczyn jest kluczowym czynnikiem wpływającym na rozpuszczalność i dostępność wielu pierwiastków pokarmowych dla roślin. Maksimum przyswajalności w odczynie obojętnym przy jej zmniejszeniu gdy odczyn staje się zbyt zasadowy lub kwaśny mają N, S, P, B. Przyswajalność K jest maksymalna w odczynie obojętnym i zasadowym i spada wraz z zakwaszeniem. Ca, Mg i Mo są najbardziej dostępne w odczynie zasadowym i coraz mniej wraz ze spadkiem pH. Przyswajalność Cu i Zn jest największa w odczynie lekko kwaśnym i spada wraz ze spadkiem lub wzrostem odczynu. Przyswajalność Fe i Mn rośnie od wartości najmniejszych w odczynie zasadowym do największych w odczynie bardzo kwaśnym. Poniżej pH 5 Al zaczyna być toksyczny dla roślin, poniżej pH 3 H również. 

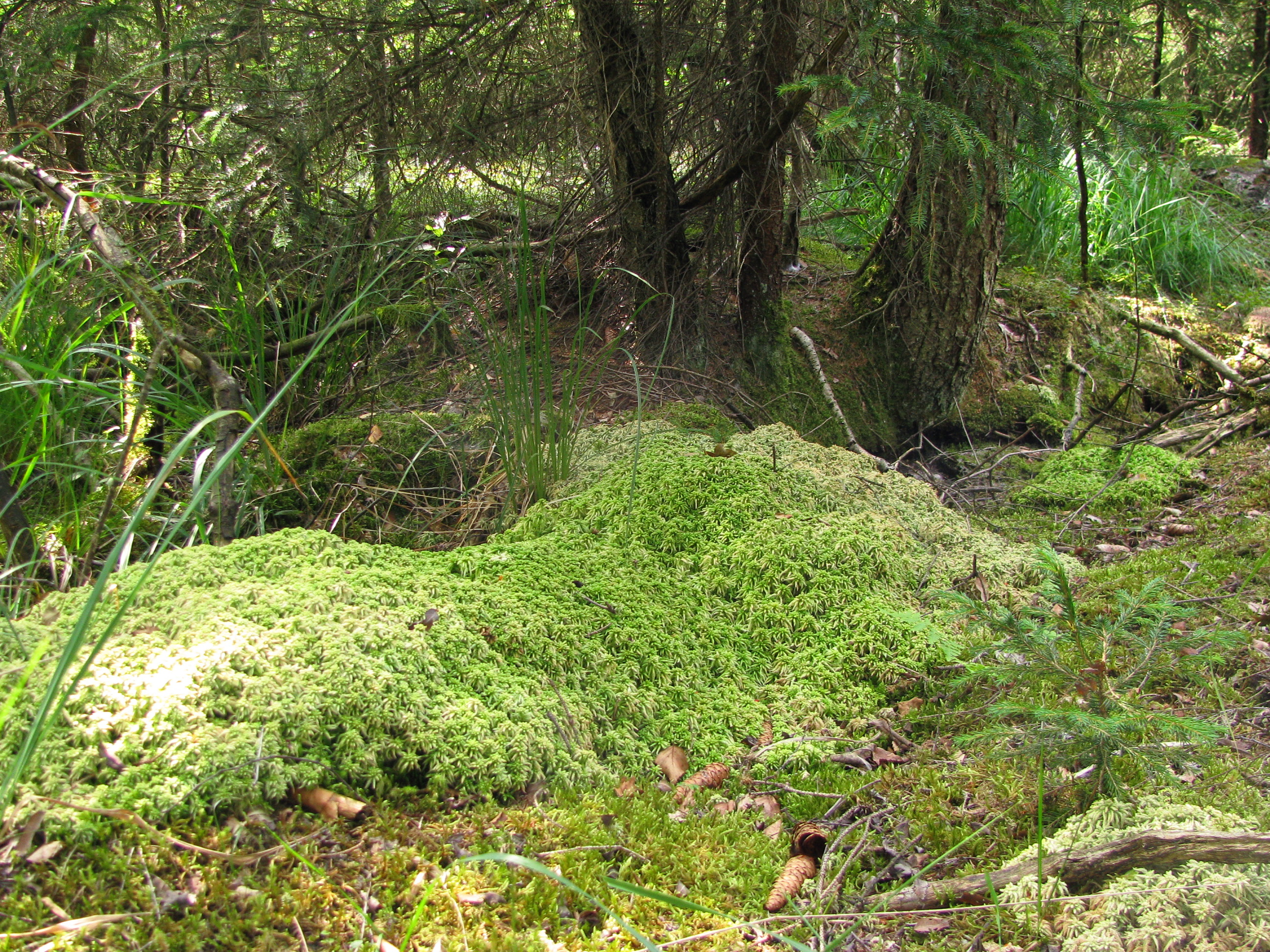
Mchy torfowce jako rośliny wskaźnikowe gleb kwaśnych

Niektóre rośliny są bardzo wrażliwe na zmiany odczynu gleby i wymagają wąskiego zakresu pH, inne są dużo bardziej tolerancyjne dobrze się rozwijając na bardzo różnych glebach. Optymalny z punktu widzenia większości roślin uprawnych jest odczyn od lekko kwaśnego po obojętny. Przykładem rośliny wrażliwej na odczyn jest lucerna, która będzie rosła tylko na glebach obojętnych i zasadowych. Gleb lekko kwaśnych, obojętnych lub zasadowych wymaga burak cukrowy, koniczyna czerwona lub groch. Szerokie spektrum odczynu od gleb kwaśnych po zasadowe akceptuje jęczmień i pszenica. Gleby silnie kwaśne aż po obojętne dadzą plon owsa, ziemniaka lub żyta. Łubin wyrośnie tylko na glebach lekko kwaśnych i kwaśniejszych. Podobnie różne wymagana odnośnie do kwasowości gleby mają drzewa. Gleby obojętne i zasadowe preferuje jodła. Dla jawora, brzozy brodawkowatej, wiązu szypułkowego lub klonu zwyczajnego najlepsze są gleby od lekko kwaśnych po zasadowe. Sosna zwyczajna akceptuje gleby od kwaśnych po zasadowe, świerk pospolity i buk zwyczajny wolą tylko gleby kwaśne i lekko kwaśne. Niektóre rośliny służą jako wskaźnik odczynu gleb, są to tzw. rośliny wskaźnikowe. Z odczynem zasadowym należy wiązać występowanie maku polnego, kąkolu lub pięciornika gęsiego. Z odczynem kwaśnym zwykle łączy się występowanie paproci i mchów. 
Odczyn gleb jest jedną z ważniejszych przesłanek oceny jakości (klasy bonitacyjnej) gleby i jej przydatności rolniczej (kompleksu glebowo-rolniczego) oraz optymalnego sposobu uprawy i nawożenia. Jest on również konieczny do oceny potrzeb wapnowania gleby. 
Istotnym problemem, o którym powinno się pamiętać jest fakt, że informacja o odczynie konkretnych gleb lub gleb określonego obszaru często dotyczy jedynie odczynu poziomu orno-próchnicznego. Wartość tej informacji jest ograniczona, gdyż nic nie mówi o odczynie w głębszych poziomach gleby, który może być wyższy lub niższy od zmierzonego na powierzchni. Takie podejście było charakterystyczne dla badań agrochemicznych.

## Odczyn gleb w Polsce
Większość gleb w Polsce posiada odczyn w zakresie pH 3,0-8,5. Bezwęglanowe gleby leśne mają zwykle pH w zakresie 3,0-6,0; bezwęglanowe gleby uprawne — 4,5-7,0; zaś gleby węglanowe — 7,0-8,5. Przeważają gleby kwaśne. Ponad 50% gleb użytkowanych rolniczo stanowią gleby kwaśne i bardzo kwaśne, gleby lekko kwaśne i obojętne stanowią 42%, a jedynie 8% gleb rolnych stanowią gleby zasadowe. Przewagę gleb kwaśnych w Polsce w dużej skali tłumaczy klimat w którym opady przeważają nad parowaniem. Powoduje to przemywny lub okresowo przemywny typ gospodarki wodnej w glebach. Mimo iż znaczna część polodowcowych skał osadowych, dominujących skał macierzystych w Polsce, zawierała węglan wapnia to długotrwałe przemywanie doprowadziło do ich odwapnienia (dekalcytacji). Sprzyja temu fakt, że z powodu naturalnie występującego dwutlenku węgla w powietrzu, który reagując z wodą daje kwas węglowy, pH czystego deszczu wynosi 5,6. Do tego należy dodać wpływ człowieka polegający zarówno na dodatkowym zakwaszeniu opadów atmosferycznych przez emisję zanieczyszczeń do atmosfery jak i nieodpowiednia gospodarkę rolną i leśną.

## Metody oznaczania

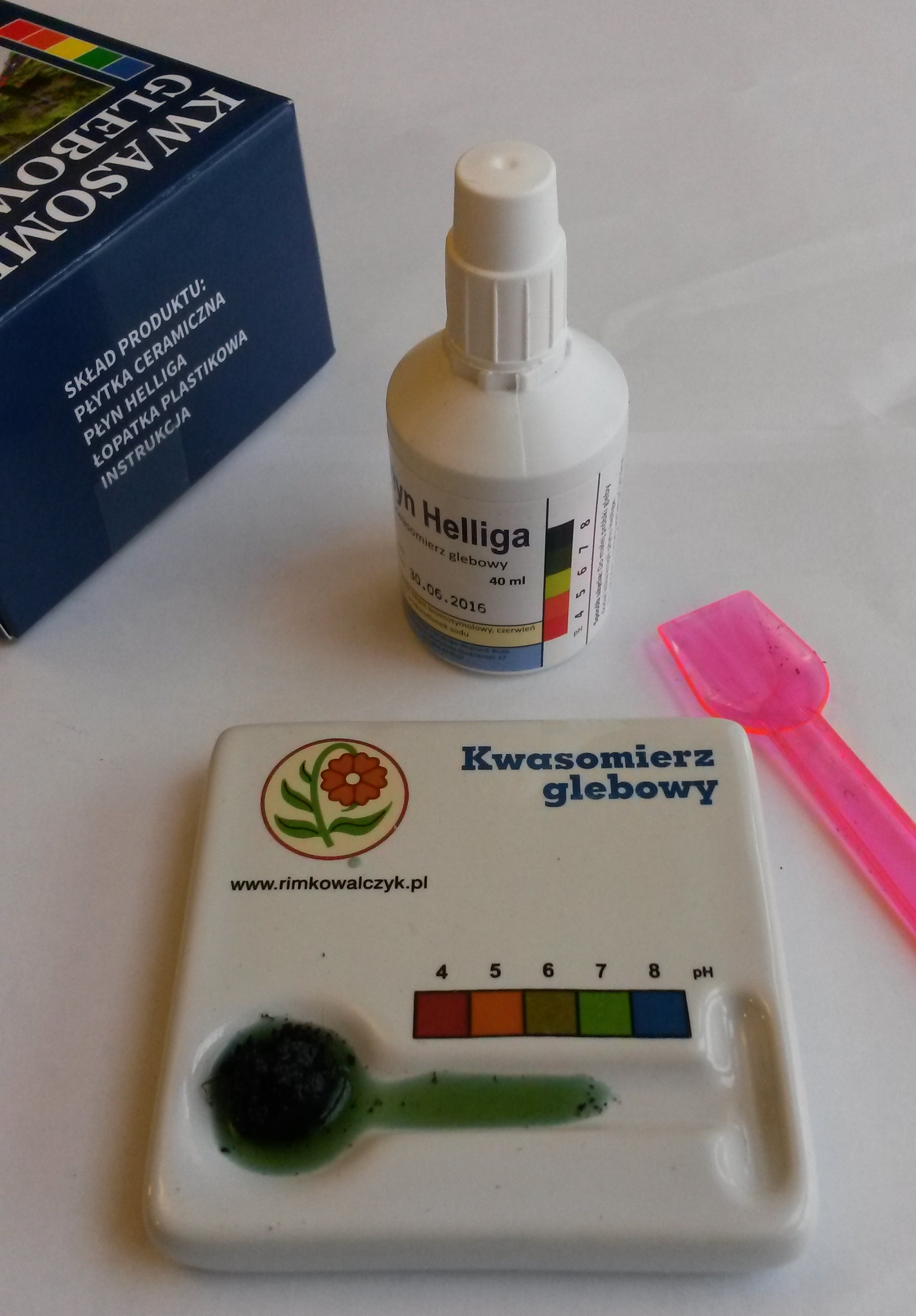
Kwasomierz glebowy do pomiaru pH metodą kolorymetryczną Helliga

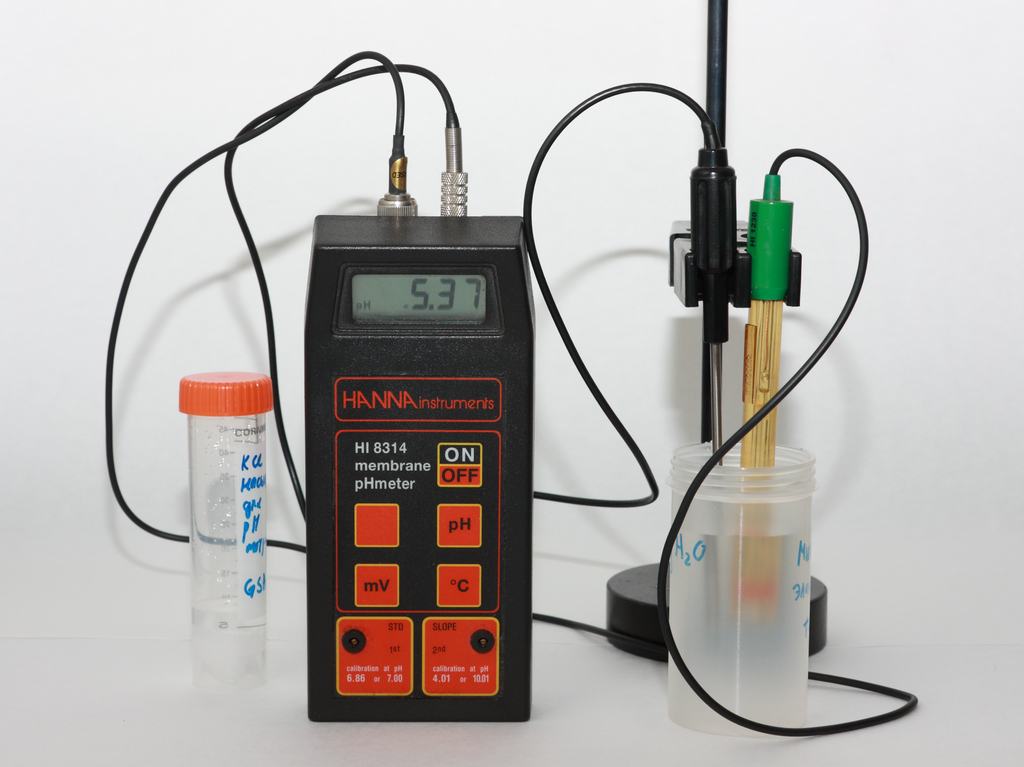
Pehametr elektroniczny

Odczyn gleb mierzy się za pomocą metod potencjometrycznych lub kolorymetrycznych.
Metody kolorymetryczne służą do szybkiego, orientacyjnego określenia pH gleby. Powszechnie się je wykorzystuje w trakcie badań terenowych. W Polsce najczęściej używana jest metoda Helliga pozwalająca zmierzyć pH w zakresie 5-8 z dokładnością 0,5 jednostki. Polega ona na wsypaniu odrobiny gleby do zagłębienia w porcelanowej płytce ze skalą barw i zalaniu indykatorem Helliga. Jest to mieszanina roztworów czerwieni metylowej i błękitu bromotymolowego - barwników organicznych, które zmieniają barwę wraz ze zmianą stężenia jonów wodorowych. Po kilku minutach porównuje się barwę roztworu, którym zalano glebę z barwną skalą na płytce i w ten sposób określa się pH.
Metody potencjometryczne polegają na pomiarze różnicy potencjałów (tzw. siła elektromotoryczna) pomiędzy dwoma elektrodami zanurzonymi w roztworze gleby. Elektroda porównawcza (referencyjna), obecnie najczęściej stosuje się elektrodę chlorosrebrową (dawniej często używano elektrody kalomelowej), ma stały potencjał. Potencjał elektrody pomiarowej, najczęściej jest to elektroda szklana, zmienia się w zależności od stężenia jonów wodorowych. Potencjometry, które oprócz skali wyrażonej w miliwoltach mają skalę pH nazywa się pehametrami.

pH gleby najczęściej wykonuje się w roztworze wody destylowanej lub 1-molowego KCl, rzadziej też 0,01-molowego CaCl2 w stosunku wagowym gleby do elektrolitu: 1:5, 1:2,5 lub 1:1. Po wymieszaniu gleby z wodą lub roztworem KCl, odczekaniu 30-60 minut dokonuje się pomiaru, zgodnie z instrukcją konkretnego urządzenia, przy pomocy pehametru zanurzając elektrody (często tylko jedną elektrodę scaloną) w roztworze. Należy pamiętać o wcześniejszym skalibrowaniu urządzenia na roztworach buforowych o ściśle określonym pH.